# Flystyrtet i Belgorod
Flystyrtet i Belgorod skete i Belgorod oblast i den vestlige del af Rusland i nærheden af Ukraine 24. januar 2024 kl. 11 om formiddagen, lokal tid. Ifølge den lokale guvernør omkom alle ombordværende. Der var tale om et russisk militærfly af typen Il-76.
Rusland hævder, at der blandt passagererne befandt sig 65 ukrainske krigsfanger, seks besætningsmedlemmer og tre uspecificerede personer. Dette er dog uvist, da der kun kan ses to lig på billeder fra nedstyrtningsstedet. Ukraine tvivler på, at der var krigsfanger ombord.  Rusland hævder endvidere, at flyet blev skudt ned af Ukraine og kalder det en "barbarisk terrorhandling".
Ukraine udtaler, at der ikke er "troværdige oplysninger om, hvem der var om bord på det russiske fly", samt at man ikke har "troværdige eller omfattende informationer om, hvem der var om bord på flyet og i hvilket antal". Ukraine hævder ikke at være blevet oplyst om, at der var krigsfanger ombord.
Det vides dog hverken med sikkerhed, hvem, der var ombord på flyet, hvem der beskød det, eller hvor det skulle hen. Ifølge russerne blev flyet skud ned med missiler, der var doneret med det krav, at de kun måtte bruges indenfor Ukraine. En ukrainsk avis, Ukrainska Pravda (en), skrev derimod i starten, at det ukrainske forsvar havde skudt det ned, mens anonyme kilder hævdede, at det indeholdt russiske missiler, men avisen ændrede det senere til, at det ikke kunne bekræftes, at landets militær havde gjort det.
Der er på russisk begæring indkaldt til møde i FN's sikkerhedsråd 25. januar 2024 kl. 23, dansk tid. Sikkerhedsrådet kunne dog ikke verificere hændelsesforløbet, og der er ingen uafhængig undersøgelse, omend det ifølge FN's chef for politiske anliggender Rosemary DiCarlo (en) "står klart, (...) at hændelsen fandt sted i kontekst af Ruslands invasion af Ukraine og den igangværende krig".
| „ | [Rusland] leger med ukrainske fangers liv, med deres pårørerendes følelser og med vores samfunds følelser | “ |
|   | — Volodymyr Zelenskyj                                                                                     |   |